# 마우리시오 이슬라
마우리시오 아니발 이슬라 이슬라(스페인어: Mauricio Aníbal Isla Isla, 1988년 6월 12일 ~ )는 CA 인데펜디엔테에서 뛰고 있는 칠레의 축구 선수이다.

## 클럽 경력
유소년을 칠레의 우니베르시다드 카톨리카에서 보낸 그는 성년이 된 그 해에 우디네세 칼초로 이적하여 대표팀 동료이기도 한 알렉시스 산체스와 같이 뛰었다. 특히 세리에 A 2010-11에는 안토니오 디 나탈레, 알렉시스 산체스 등과 함께 뛰어난 활약을 보이며 팀이 4위를 기록하며 챔피언스리그 예선에 나갈 수 있게 도왔다.
2012년 7월에 팀 동료인 콰드워 아사모아와 함께 공동소유의 형태로 유벤투스 FC로 이적하였다. 이적료는 두 명 합계 약 15m 유로로 추산된다.

## 대표팀 경력
그는 아르투로 비달, 알렉시스 산체스등과 같이 '비엘사의 아이들'로 대표팀에 승선하여 2010년 FIFA 월드컵, 2011년 코파 아메리카에서 칠레가 좋은 성적을 거두는 것에 한 몫 하였다.

## 수상 경력
유벤투스
- 세리에 A: 2012–13, 2013–14
- 수페르코파 이탈리아나: 2013, 2015

### 국가 대표팀
- 칠레
  - FIFA U-20 월드컵:
    - 3위: 2007년

  - 코파 아메리카:
    - 우승 (2015), (2016)

### 개인
- 코파 아메리카 올스타 팀: 2016

## 같이 보기
- A매치 100경기 이상 출전한 축구 선수 명단